# Genneveds församling
Genneveds församling var en församling  i Skara stift i nuvarande Alingsås kommun. Församlingen uppgick 18 juli 1867 i Stora Mellby församling.
Kyrkan fanns till 1546 och platsen återfinns idag som Genneveds kyrkplats.

## Administrativ historik
Församlingen har medeltida ursprung och uppgick 18 juli 1867 i Stora Mellby församling, som församlingen tidigare ingått i pastorat med.